# نشریه آشخا داور
نشریهٔ آشخا داور (به فارسی: کارگر) نشریه‌ای است به زبان ارمنی که در سدهٔ بیستم و در تبریز منتشر می‌شد.